# Оліва (Гданськ)
Оліва (кашубск. Òlëwa, пол. Oliwa, нім. Oliva) — район Гданська, на півночі межує з Сопотом. Назва однаково звучить польською, кашубською та німецькою мовами, тобто мовами народів, що здавна заселяють цю місцевість.

## Історія Оливи

### З 1186 по 1913 роки
Першу згадку Оліви виявлено в документах монастиря цистерціанців за 1186 рік. А вперше офіційно, тобто в юридичному документі — передавальному акті кількох сіл, в тому числі й Оліви, вона згадана в 1188 році. Історія Оліви понад 600 років була пов'язана з цистерціанським абатством і драматичними подіями навколо нього.:3-7 Зокрема, у 1226 і 1236 роках відбулись напади Пруссії, у 1246, 1247, 1252 роках напади хрестоносців, а у 1308 році — напад бранденбуржців. Потім тривало захоплення Помор'я хрестоносцями в 1308—1309 роках, найпотужніша пожежа в абатстві 1350 року, навала гуситів у 1433 році, Тринадцятирічна війна (1454—1466) рр. та приєднання Помор'я до Польщі.
У 1577 році Оліва була зруйнована гданськими солдатами. Згодом сталися епідемії в 1588, 1653 і 1709 років. У 1626 і 1656 років містечко пережило шведські набіги. «Олівський мир» було підписано 1660 року. Долю міста практично вирішило розграбування часів Спадкової війни 1733—1734 років.Крім подібних негараздів в історії Оліви були також і періоди розквіту, коли вона відновлювалася та приростала будівлями і землями. Наприклад, в 1754—1756 роках був побудований новий Абатський палац. Однак, після першого поділу Польщі в 1772 році шляхи цистерціанців і Оліви розійшлися.

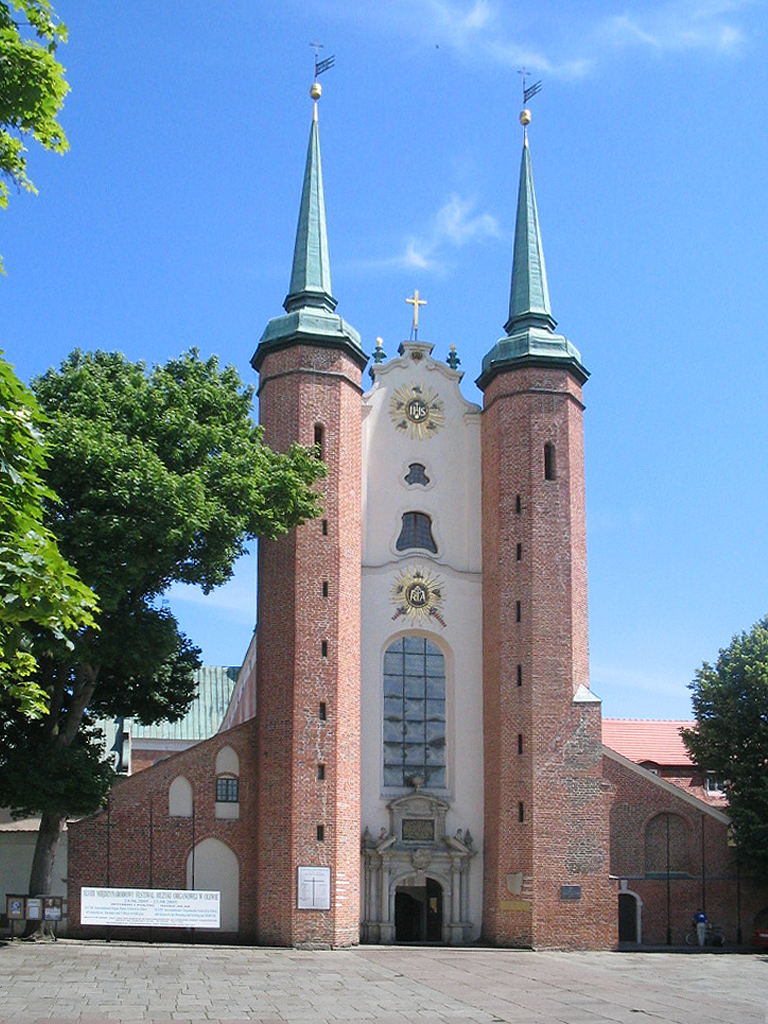
Олівський собор та його площа

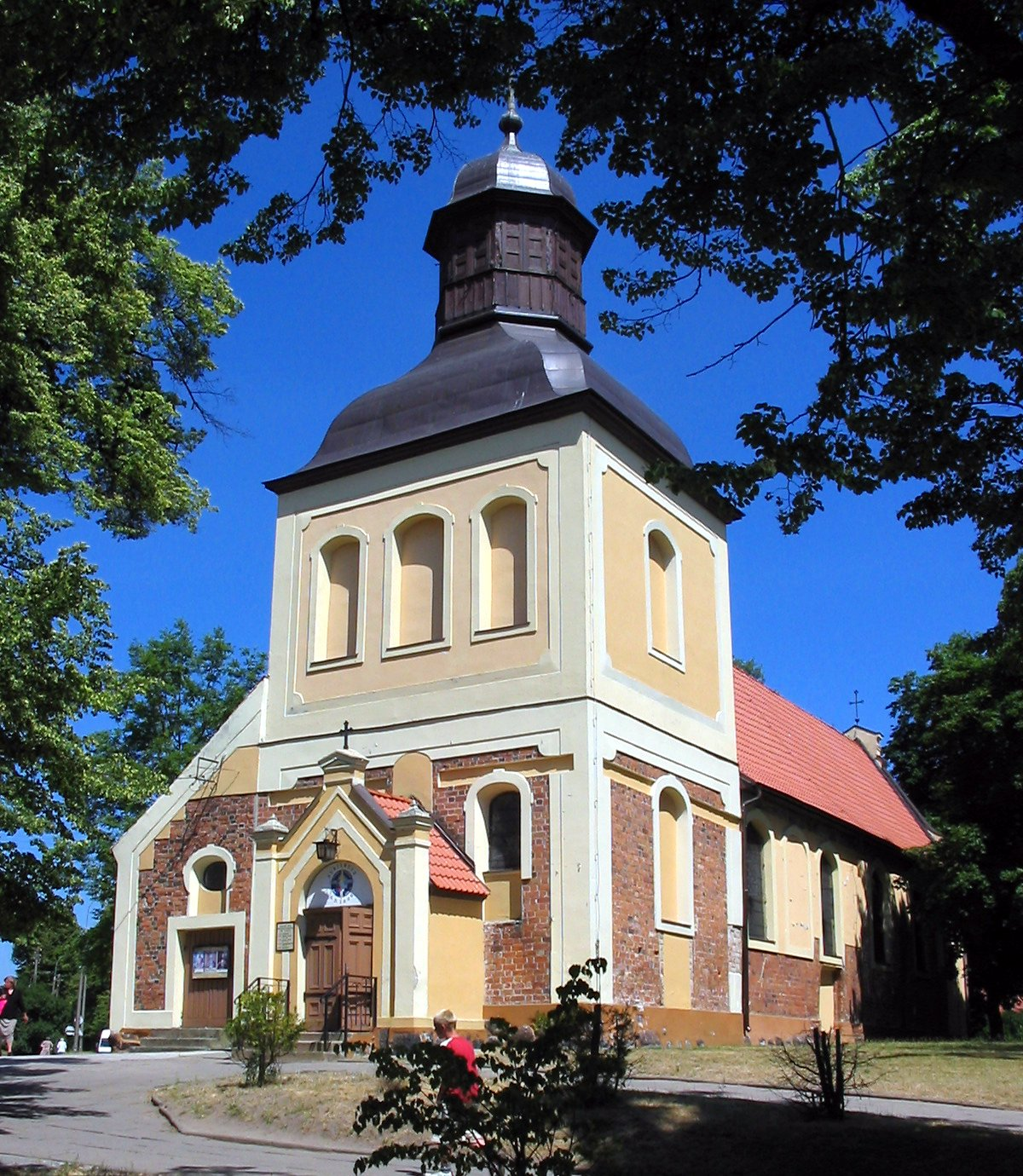
Костел св. Якуба в Оліві

Місто, в якому тоді проживало близько 500 чоловік та існувало близько 70 будівель, увійшло до складу Пруссії. Як наслідок, прусська влада, спочатку конфіскувала майно абатства цистерціанців, а в 1831 році скасувала і саме абатство. Олівський собор цистерціанців став католицьким парафіяльним костелом, а старий парафіяльний костел св. Якуба, що стоїть поруч, передали євангелістам. У 1852 році Оліва стала гміною. Перший війтом призначений Густав Шилінг. У 1870 році до містечка прийшла залізниця Гданськ-Кошалін. У 1874 році Оліва стає містом і відповідно міської гміною. Бурмистром призначається Георг Чаховський. У ці роки будується перший тротуар та облаштовується дорожнє будівництво. Число жителів перевищило 4 тисячі осіб. З 1901 року будуються трамвайні лінії, а в 1911 з'явився водопровід. До цього моменту населення Оливи склало близько 10 тисяч осіб, а місто стало курортним. Однак, центральна каналізація була створена лише у 1921 році.

### З 1914 по 1945 роки
З початком Першої світової війни в 1914 році Оліву заполонили біженці зі Східної Пруссії та поранені солдати. Більшість громадських будівель пристосували під госпіталі. Різдво 1916 року відзначено електрифікацією Олівського собору, але вже в наступному 1917 році частину дзвонів собору реквізували на користь німецької армії, а в 1918 році реквізували навіть олов'яні труби старовинного органу. Після зречення німецького імператора за Версальським договором у 1920 році Оліва увійшла до складу вільного міста Данцига. У 1921 році бургомістром Оліви став Герберт Креутсбург. Він примітний тим, що роки його правління стали рідкісним прикладом казнокрадства і виключно руйнівними для міста.:8 Втрати (близько 400 000 гульденів) відшкодувало місто Данциг, що безсумнівно визначило приєднання до нього Оліви 1 липня 1926 року. Проживало тоді в Оліві близько 14000 осіб. Зима 1929 року відзначена катастрофічно низькою температурою. Доходило до мінус сорока градусів. Гданська затока замерзла до Геля. У 1934—1935 роках відремонтовано орган Олівського собору, розореного у 1918 році. До цього ж часу відноситься зародження у Оліві гітлерівської партії. Площа біля Олівського собору замостили гранітними плитами і почали регулярно використовувати для тренувань Гітлерюгенд. 1 вересня 1939 року розпочалася Друга світова війна і Оліва, у складі Вільного міста увійшла до складу Західної Пруссії Німецької імперії.

### Наші дні

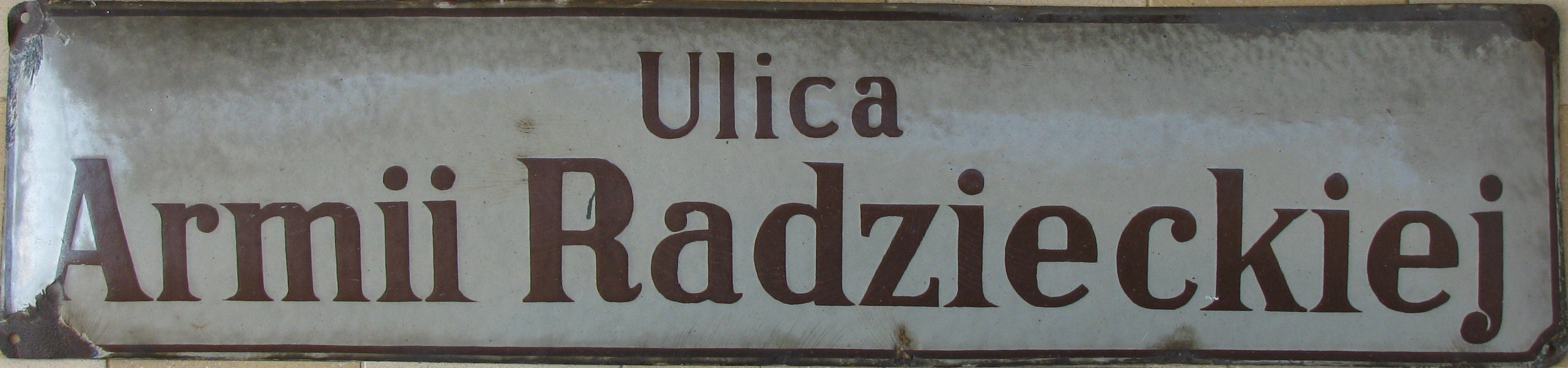
вулиця Радянської армії

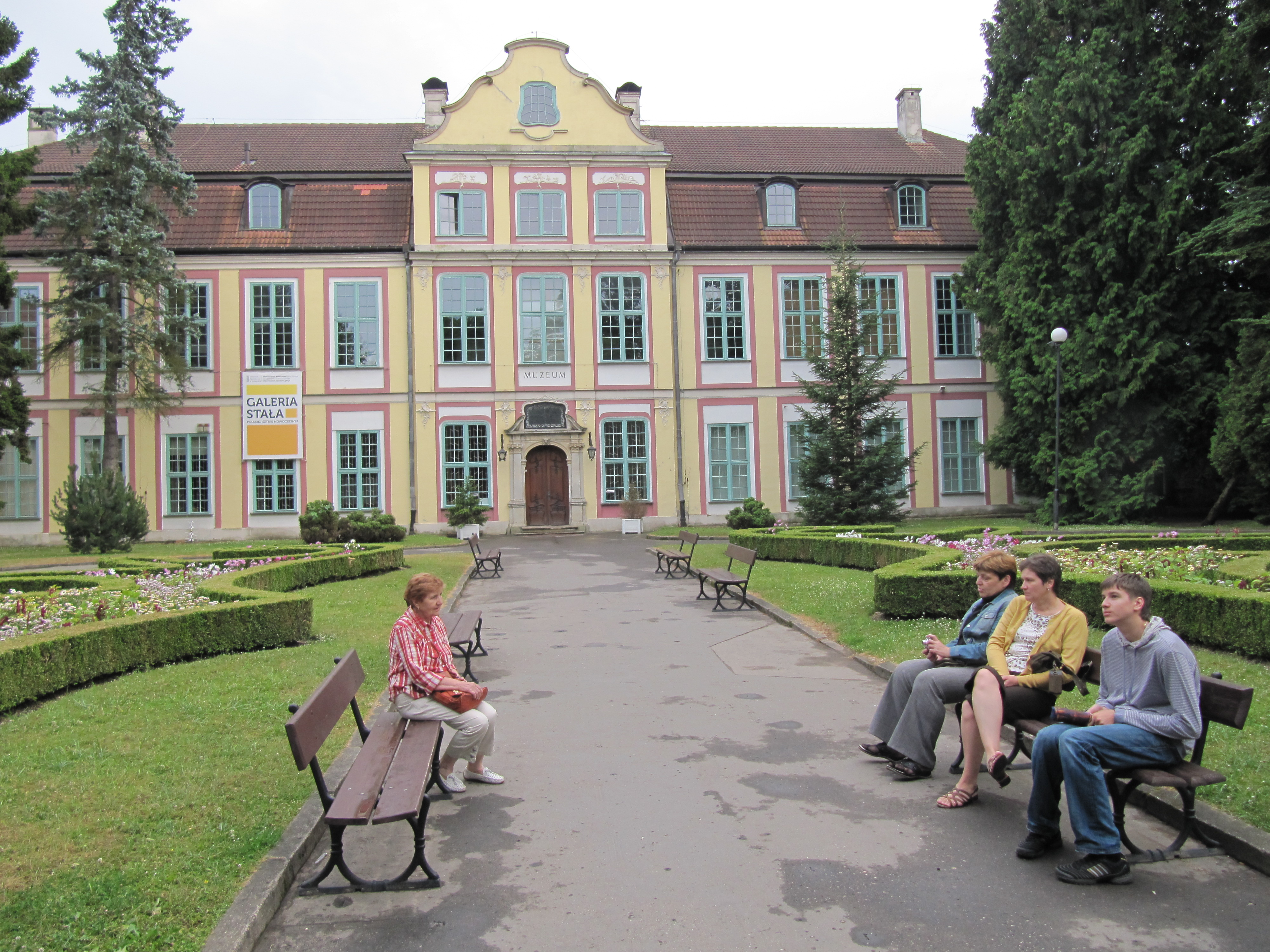
Абатський палац з боку входу до Галереї сучасного мистецтва Гданського національного музею

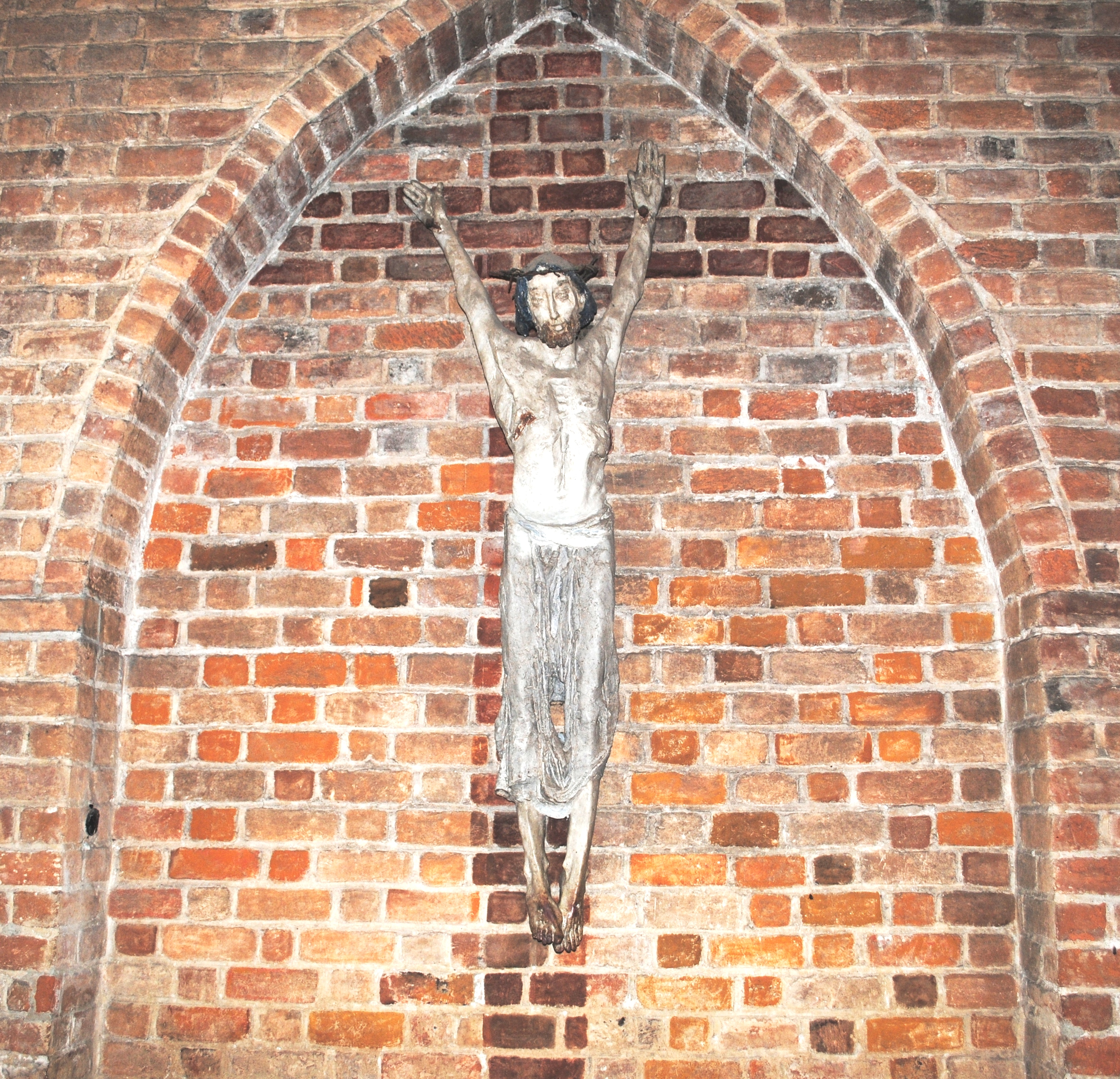
Фрагмент унікального середньовічного розп'яття костелу св. Якуба

Після чергових військових руйнувань, Оліва була заново відреставрована і відбудована в другій половині XX століття. Тепер її історія злилася з історією Гданська. Тепер вона знову стала місцем відпочинку і паломництва туристів. І хоча немає вже ні вулиці Радянської армії, ні Гітлерштрассе, як і раніше, з вишки на Пагорбі Пахолек  можна оглянути місцевість, порадіти з вигляду мальовничої Долини радості, погуляти в Олівськом парку імені Адама Міцкевича і пострибати по камінню річки Олівський потік.
У містечку діє Національний музей у Абатському палаці, працює консисторія, існує резиденція гданських єпископів, приймає екскурсантів зоопарк. На стінах костелу св. Якуба відновлено унікальне середньовічне розп'яття Ісуса Христа.
Серед відомих уродженців Нобелівський лауреат Лех Валенса та польський політик Дональд Туск.